# Bernardino de Rebolledo
Bernardino de Rebolledo (1597 i León – 27. marts 1676 i Madrid) var spansk poet og diplomat.